# 十和田操
十和田 操（とわだ みさお、男性、1900年3月8日 - 1978年1月15日）は、日本の作家。本名・和田豊彦。

## 来歴
岐阜県郡上郡生まれ。父は逓信官吏。1924年明治学院高等学部文藝科卒。在学中受洗。上京して時事新報社に入る。
1929年、同人誌『葡萄園』に参加、吉行エイスケ、小田嶽夫、古谷綱武らを知る。1936年に時事通信社が解散し、1937年、朝日新聞社入社。1939年『屋根裏出身』で芥川賞候補。
その後兵役で満洲、仏印に転戦。戦後も朝日新聞に勤めるかたわら創作を行う。1971年児童文化功労者。
晩年は明治学院大学講師も務めた。1978年1月15日、急性心衰弱により東京都目黒区の自宅にて死去。告別式は芝高輪教会で行われた。

## 著書
- 『判任官の子』赤塚書房 1937.6
- 『平時の秋』竹村書房　1939
- 『屋根裏出身』赤塚書房 1939
- 『美しき果実』真光社 1948
- 『戀の十字架』日京書院 1948.8
- 『二階のない学校』同和春秋社(昭和少年少女文学選集) 1955
- 『十和田操作品集』冬樹社 1970

### 翻訳・再話
- 『トルストイ童話 5年生』東光出版社(学年別童話集) 1959
- 十返舎一九『東海道中膝栗毛』（古典文学全集）ポプラ社 1966
- エミリ・ブロンテ『嵐が丘』大和資雄共訳 金の星社(ジュニア版世界の文学) 1968
- ダニエル・デフォー『ロビンソン漂流記』文研出版 (文研児童読書館)　1970

## 参考
- 日本近代文学大辞典